# دزدیدن دوست‌دخترم
«دزدیدن دوست دختر من» تک‌آهنگی از وان دایرکشن است که در سال ۲۰۱۴ میلادی منتشر شد. این تک‌آهنگ در آلبوم چهار (آلبوم وان دایرکشن) قرار داشت.
این تک‌آهنگ در چارت‌های دانمارک در رتبه اول و در چارت‌های اسکاتلند، اسپانیا، استرالیا، نیوزلند، بریتانیا جزو ده ترانه اول قرار گرفت.